# On a Mission
"On a Mission" je píseň australské popové zpěvačky-skladatelky Gabriella Cilmi. Píseň pochází z jejího druhého alba Ten. Produkce se ujal producent The Invisible Men.

## Hitparáda
| Žebříček  | Příčka |
| --------- | ------ |
| Anglie    | 9      |
| Evropa    | 30     |
| Česko     | 53     |
| Austrálie | 16     |
| Slovensko | 18     |